# Área de Conservação da Paisagem de Kuulmajärve
A Área de Conservação da Paisagem de Kuulmajärve é um parque natural situado no condado de Põlva, na Estónia.
A sua área é de 1016 hectares.
A área protegida foi designada em 1983 para proteger o Lago Koolma e os seus arredores. Em 2005, a unidade de conservação foi reformulada como área de preservação paisagística.